# Ashley Nick
Ashley Nick (Monrovia, Californië, 27 oktober 1987) is een Amerikaans voetbalster die van seizoen 2010/11 tot 2011/12 uitkwam voor FC Twente.

## Carrière
Nick begon met voetballen bij SASC. Daarna speelde ze onder andere voor Mission Viejo Elite, Slammers FC en Ajax.
Van 2005 tot 2008 speelde ze voor de University of Southern California in de Verenigde Staten. In 2009 tekende Nick een contract bij Buffalo Flash. In de zomer van 2010 koos ze voor een contract bij FC Twente in Nederland. Ze werd als aanvoerder landskampioen met de club. In haar tweede seizoen verloor Nick na de winterstop haar aanvoerdersband aan Anouk Dekker. In totaal kwam ze 45 duels voor de club in actie en was daarin vijfmaal trefzeker. Ze besloot daarna om FC Twente te verlaten en vervolgde haar carrière bij het Noorse Arna-Björnar.

## Statistieken
| Seizoen         | Club            |                    | Competitie      | Competitie | Competitie | Beker | Beker | Continentaal1 | Continentaal1 | Overig2 | Overig2 | Totaal | Totaal |
| Seizoen         | Club            | Wed.               | Competitie      | Dlp.       | Wed.       | Dlp.  | Wed.  | Dlp.          | Wed.          | Dlp.    | Wed.    | Dlp.   |        |
| --------------- | --------------- | ------------------ | --------------- | ---------- | ---------- | ----- | ----- | ------------- | ------------- | ------- | ------- | ------ | ------ |
| 2010/11         | FC Twente       | Vlag van Nederland | Eredivisie      | 21         | 1          | 2     | 0     | —             | —             | —       | —       | 23     | 1      |
| 2011/12         | FC Twente       | Vlag van Nederland | Eredivisie      | 16         | 2          | 3     | 1     | 2             | 0             | 1       | 1       | 22     | 4      |
| Carrière totaal | Carrière totaal | Carrière totaal    | Carrière totaal | 37         | 3          | 5     | 1     | 2             | 0             | 1       | 1       | 45     | 5      |

Bijgewerkt op 22 mei 2012 11:18 (CEST)